# هفت دستگاه موسیقی ایران
هفت دستگاه موسیقی ایران عنوان کتابی اثر موسیقی‌دان ایرانی مجید کیانی است. این کتاب نخستین بار در سال ۱۳۶۸ منتشر شد. این اثر از کتاب‌های اصول و قواعد نظری موسیقی ایرانی است.

## نویسنده
سید عبدالمجید کیانی هندی (زادهٔ ۱ مهر ۱۳۲۰ در تهران)، پژوهشگر موسیقی، مدرس موسیقی ایرانی، نوازندهٔ سنتور و از چهره‌های ماندگار است. او فراگیری موسیقی ایرانی را به مدت ۴ سال در هنرستان موسیقی ملی فراگرفت و پس از آن با ورود به دانشکده هنرهای زیبا دانشگاه تهران، قسمتی از ردیف میرزا عبدالله را نزد داریوش صفوت و نورعلی برومند آموخت و در ادامه به مدت ۴ سال دیگر، در کلاس‌های نورعلی برومند به تکمیل ردیف میرزاعبدالله و همچنین شیوهٔ سنتورنوازی حبیب سماعی پرداخت. پس از آن به مدت ۲ سال نزد عبدالله دوامی، ردیف آوازی و همچنین چگونگی اجرای موسیقی ایرانی را تحصیل نمود. سپس به مدت ۳ سال در دانشگاه سوربن پاریس نزد تران وانکه و «ادیت وبر» در رشتهٔ اتنوموزیکولوژی تحصیل کرد. او در سال ۱۳۵۸ به ایران بازگشت و به تدریس و پژوهش موسیقی ادامه داد. وی مدیریت گروه موسیقی دانشکده هنرهای زیبا، در سال‌های ۱۳۷۳ تا ۱۳۷۹ را بر عهده داشت. مجید کیانی به مدت ۲۳ سال به تدریس ردیف موسیقی ایران در دانشگاه تهران پرداخت. مدیریت مرکز حفظ و پژوهش موسیقی ایران، ریاست گروه موسیقی فرهنگستان هنر و عضویت در شورای عالی یونسکو در ایران، از دیگر فعالیت‌های او است.

## تاریخچه
کتاب هفت دستگاه موسیقی ایران نخستین بار در سال ۱۳۶۸ توسط مؤسسه فرهنگی هنری سرو ستاه منتشر شد. چاپ دوم این کتاب به همراه ۶ نوار کاست از اجرای ردیف میرزا عبدالله، با سنتور مجید کیانی، در سال ۱۳۷۱ توسط مؤلف با همکاری ایران صدا منتشر شد. این اثر در سال ۱۳۹۳ پس از سال‌ها وقفه و نایابی، از سوی انتشارات سوره مهر به چاپ رسید و در سال ۱۳۹۷ نیز تجدید چاپ شد.

## محتوا
هفت دستگاه موسیقی ایران در ۳ بخش و ۱۱ فصل، در ۳۲۷ صفحه نگاشته شده‌است.
بخش اول: ردیف (پژوهشی در زمینهٔ موسیقی سنتی ایران) شامل ۹ فصل است، با عنوان‌های: سرآغاز، نظری اجمالی به موقعیت کنونی موسیقی سنتی ایران، دستگاه‌ها و آوازها، موسیقی سازی ردیف، موسیقی آوازی ردیف، وزن در موسیقی ردیف، سازهای موسیقی سنتی ردیف، اجرای موسیقی ردیف.
بخش دوم: نقش اندیشه در موسیقی سنتی ایران شامل ۲ فصل است، با عنوان‌های: موسیقی کنونی ایران، محورهای اساسی موسیقی سنتی ایران (صدا، فواصل، گردش نغمات، وزن، تزئین و تکرار).
بخش سوم: شامل توضیحات و فهرست‌های کتاب است، با عنوان‌های: آهنگ‌ها، تصویرها، جدول‌ها و شکل‌ها، سازها، شعرها، منابع استفاده شده، موضوعی، نام‌ها، واژه‌نامهٔ انگلیسی فارسی، واژه‌نامهٔ فارسی انگلیسی.